# Celaenia excavata
Espèce
Synonymes
- Cyrtogaster excavata L. Koch, 1867
- Celaenia kinbergii Thorell, 1868

Celaenia excavata est une espèce d'araignées aranéomorphes de la famille des Araneidae.et de la sous-famille des Cyrtarachninae (tribu des Mastophorini)

## Distribution
Cette espèce se rencontre en Australie et en Nouvelle-Zélande.

## Anatomie externe
Longue d'environ 12 mm., la femelle présente une coloration blanche et noire (photo ci-jointe) rappelant quelque peu celle d'une fiente d'oiseau, ce qui lui a valu le nom anglo-saxon de "bird dropping spider".
Le mâle est beaucoup plus petit (environ 2,5 mm) et....Il s 'agit donc d'un dimorphisme sexuel volumétrique marqué comme chez Mastophora

### Glandes séricigènes
L'appareil séricigène de Celaenia semble bien être  dépourvu de glandes agrégées, ce qui explique un comportement de chasse  excluant tout fil de capture. Les autres catégories glandulaires ne comportent aucune cellule spéciale qui puisse être comparée à celles des glandes botryoïdes spectaculaires de Kaira alba, uniques en leur genre.

### Tissu folliculaire endocrinoîde

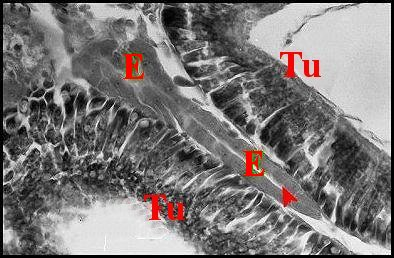
Fig.1 - Celaenia excavata femelle : abdomen. E, tissu endocrinoïde avec une cavité centrale (flèche) - Tu, glandes à soie tubuliformes (C.H.).

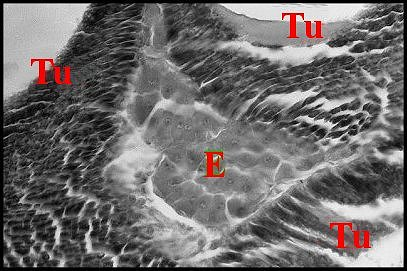
Fig.2 - Autre vue du tissu endocrinoïde dans l'abdomen d'une femelle de Celaenia excavata (C.H.).

Comme celles des Araignées américaines du genre Mastophora, la femelle de Celaenia excavata possède un tissu particulier siégeant dans l'abdomen. Découvert en 1998, ce "tissu folliculaire endocrinoïde" se compose de cellules particulières réunies en îlots logés entre les glandes séricigènes tubuliformes, qui tendent à les comprimer (Fig.1,2). Ils montrent des cavités centrales très étroites que peut limiter une seule assise cellulaire (Fig.1).
Sur le plan fonctionnel, il est très possible que le "tissu folliculaire endocrinoïde" abdominal soit impliqué dans l’attraction et la capture de proies.
Ses relations avec la substance attractive autorisent l'une des hypothèses évoquées pour Mastophora.
La plus séduisante est inspirée par le mode d’action des ecdystéroïdes, dont on sait qu’ils sont responsables du déterminisme de la mue et de autres processus mettant en jeu la différenciation cellulaire (métamorphoses, formation des œufs) aussi bien chez les Insectes que chez les Araignées. Le tissu folliculaire endocrinoide étant susceptible d’élaboration stéroïdienne comme celui de Mastophora, ses sécrétions pourraient activer les propres cellules épidermiques corporelles de  Celaenia y stimulant, non plus la formation d’une cuticule nouvelle comme dans les mues  mais la synthèse d’ARN, protéines et polysaccharides, peut-être aussi d’enzymes, nécessaire elle-même à celle de l'attractif présumé. Ce dernier simulerait une phéromone sexuelle de femelle d' Hétéroptère (Agrotinae, Amphipyrinae, Hadeninae, Heliothinae).

## Comportement
Comme le genre sud-américain Taczanowskia (autres Celaenieae), Celaenia ne tisse pas de toile de capture et se suspend ventre en l'air à un fil ou sur la face inférieure d'une feuille (Mc Keown, 1952), les pattes I et II étendues. Lorsque des papillons Hétérocères mâles parviennent  à sa portée en volant, elle les saisit directement avec ces mêmes pattes, les paralyse avec les chélicères, les enveloppe de soie et les consomme ultérieurement. Un tel mode de capture  suggère l'émission d'une substance attractive pour les Lépidoptères. Toutefois, elle proviendrait directement du corps de l'araignée et de son tissu endocrinoïde comme chez les Mastophora , contrairement à Kaira, qui bien que saisissant directement ses proies avec les pattes, élabore une  toile rudimentaire attirant aussi des Papillons mâles par la sécrétion de glandes séricigènes profondément modifiées.
La femelle construit de nombreux cocons ovigères (jusqu'à 13), sphériques,volumineux (12 mm), brun marbré, d'aspect parcheminé, réunis en groupe par des fils résistants et contenant chacun jusqu'à 200 oeufs. Elle peut se tenir sous cette masse cryptique dans l'attente d'une proie.

## Publication originale
- L. Koch, 1867 : Beschreibungen neuer Arachniden und Myriapoden. II. Verhandlungen der Kaiserlich-Königlichen Zoologisch-Botanischen Gesellschaft in Wien, vol. 17, p. 173-250 (texte intégral).